# Gøsta Esping-Andersen
Gøsta Esping-Andersen   (Næstved, 24 de novembre de 1947) és un catedràtic de Sociologia de la Universitat Pompeu Fabra i professor ICREA-Acadèmia. Abans d'arribar a Barcelona, va donar classes a les universitats de Harvard, Trento i a l'European University a Itàlia.
És membre de l'Acadèmia Americana d'Arts i Ciències, professor honorari de la Universitat d'Aalborg i Doctor Honoris Causa per la Universitat Roskilde, de Dinamarca.

## Obra
El seu treball d'investigació se centra en l'estudi de l'estratificació social, les dinàmiques del curs de la vida i la comparació de polítiques socials i models d'estat de benestar.
Ha publicat nombrosos llibres, entre els quals Los tres mundos del estado del bienestar (Alfons el Magnànim, 1993), The Social Foundations of Postindustrial Economies (Oxford University Press, 1999) i, més recentment, Trois leçons sur L'État-providence (Le Seuil, 2008) i The Incomplete Revolution. Adapting Welfare States to Women's New Roles (Polity Press, 2009).